# Радлюкс
Радлю́кс (обозначения: рлк, rlx) — единица светимости, равная люмену на квадратный метр (лм/м2).
Наименование радлюкс произведено от люкса — единицы освещённости, имеющей ту же размерность; предложено французским физиком Андре Блонделем.
1 рлк = 10−4 рф.
В СССР радлюкс введён в 1948 году «Положением о световых единицах» со следующим определением: один радлюкс — это светность одинаково во всех точках светящейся плоской поверхности, которая испускает в одну сторону от себя световой поток в один люмен с площади в 1 м2.